# Сольватохромія
Сольватохромія (англ. solvatochromism)  — зміни в спектрі поглинання сполуки у видимій області при зміні сольватуючої здатності розчинника. Проявляється у зміщенні абсорбційної або емісійної смуги з одночасною зміною її інтенсивності в електронних спектрах речовини під впливом міжмолекулярної взаємодії з полярним розчинником. Якщо зі збільшенням полярності розчинника спостерігається гіпсохромний зсув — це негативна сольватохромія, якщо батохромний — позитивна (negative and positive solvatochromism).